# Bowan
Bowan is een bestuurslaag in het regentschap Klaten van de provincie Midden-Java, Indonesië. Bowan telt 1733 inwoners (volkstelling 2010).